# Пейн, Эрнест
Эрне́ст Пейн (англ. Ernest Payne; 23 декабря 1884, Вустер — 10 сентября 1961, Вустер) — британский велогонщик и футболист, чемпион летних Олимпийских игр 1908.
На Играх 1908 в Лондоне Пейн соревновался в велоспорте в четырёх дисциплинах. Он стал чемпионом в командной гонке преследования, а также дошёл до полуфиналов заездов на 660 ярдов, 5000 м спринта.
После Олимпийских игр Пейн занялся футболом и провёл за «Манчестер Юнайтед» 2 матча и забил 1 гол.